# Кабель

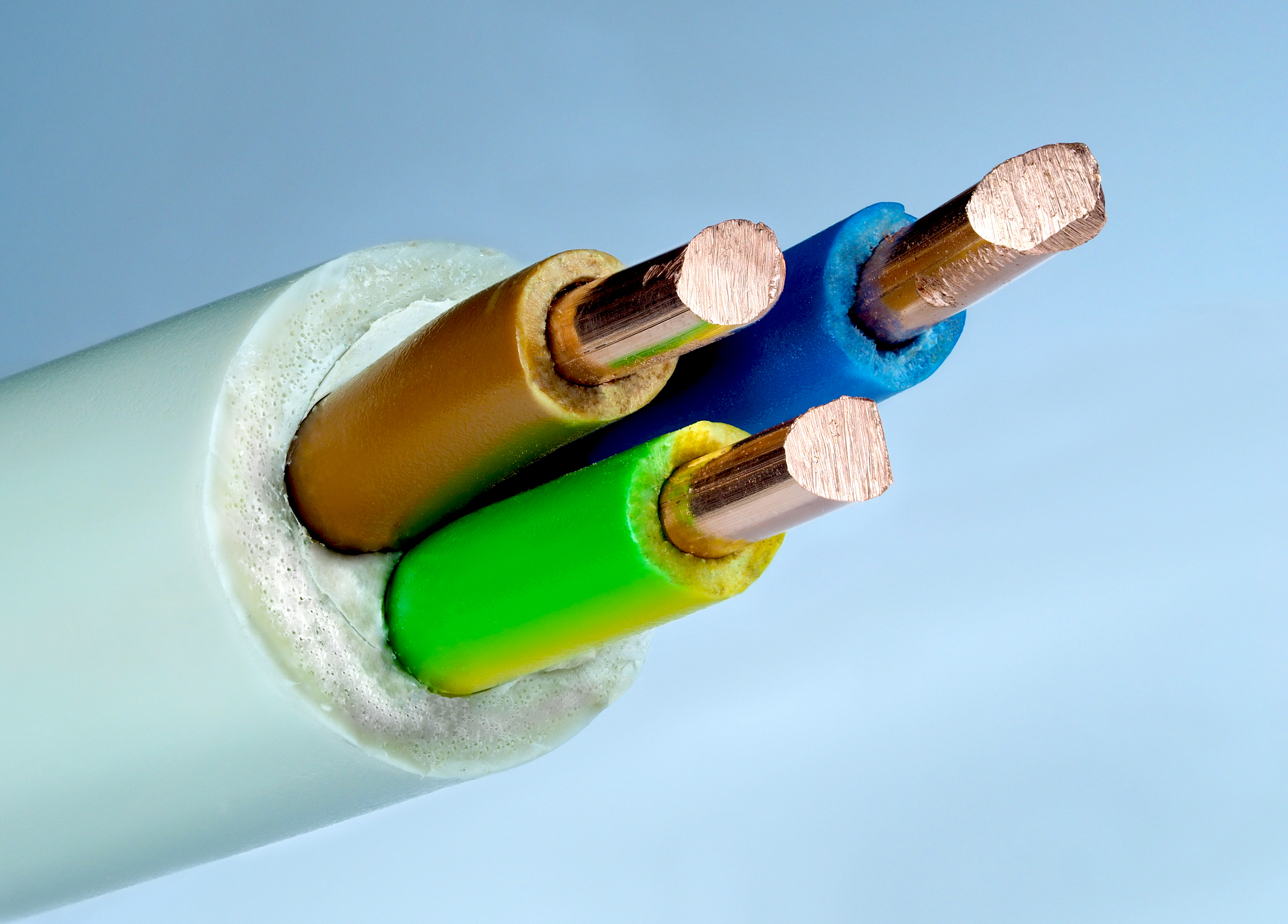
Силовой кабель с медными жилами

Ка́бель (вероятно, через нем. Kabel или нидерл. kabel из фр. câble, от лат. capulum «аркан») — один из видов линий передачи, устройство для передачи электромагнитной энергии или сигналов от одного объекта к другому. Для передачи сигналов в длинных пневматических линиях используют кабель пневматический. Исторически кабелем называли сплетенный из проволоки канат. Для обозначения телеграфных, телефонных и силовых кабелей использовали термин кабель электрический. Кабели наряду с проводами относятся к кабельным изделиям. Особенностью кабельных изделий, отличающих их от других изделий для передачи электрической энергии и электрических сигналов, является гибкость. Кабели отличаются от проводов тем, что могут быть предназначены для прокладки под водой и в земле:84. Наличие оболочки для отнесения изделия кабелю не обязательно. Первый кабель для прокладки в море (1850 год) не имел оболочки, изоляция жил была устойчива к влаге и для защиты использовалась броня:103.

## Кабели связи

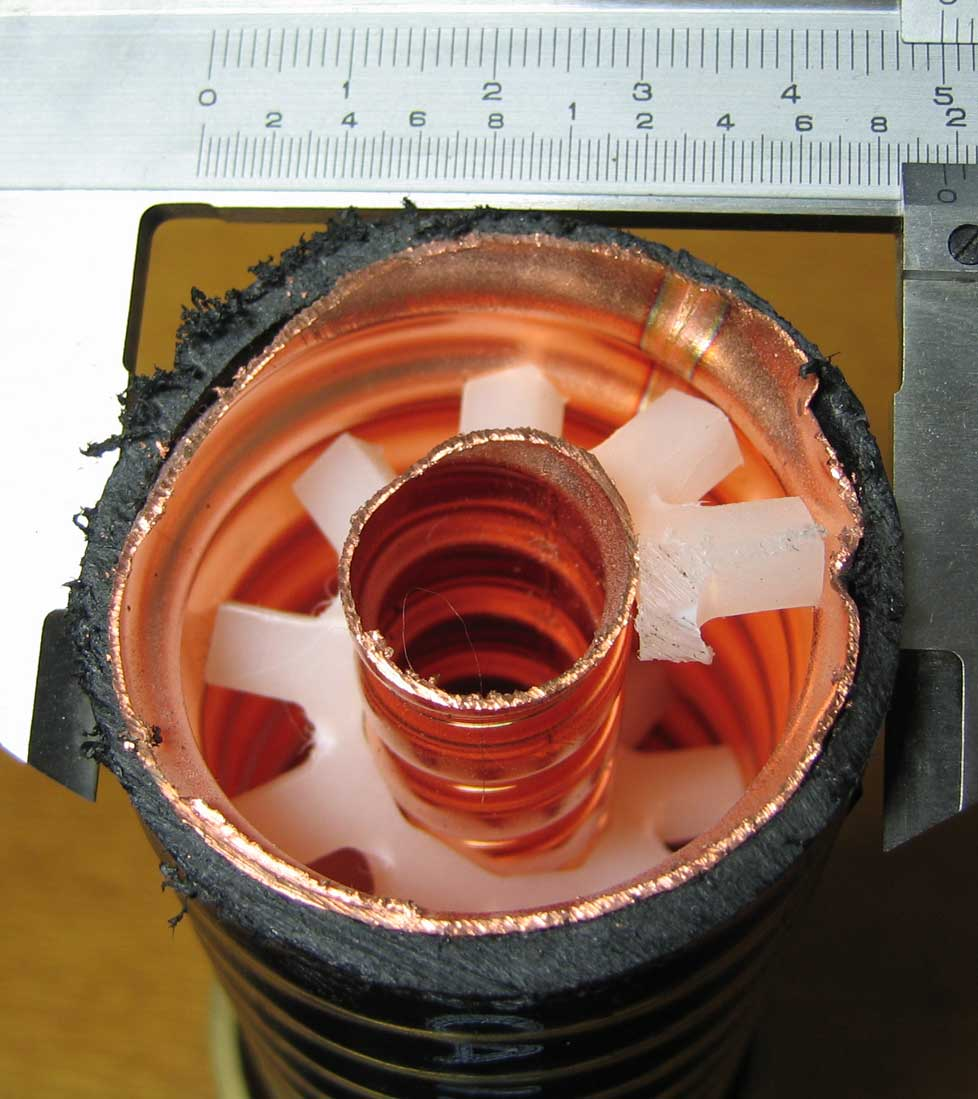
Радиочастотный коаксиальный кабель с полувоздушной изоляцией

Для электрических кабелей связи электромагнитная энергия высокочастотных колебаний сосредотачивается в основном в изоляции, носителем являются не жилы, а окружающая их среда. Жилы кабеля связи лишь задают направление движения энергии. Коаксиальные и многожильные экранированные кабели могут рассматриваться как волновод. Многопроводные линии передачи — квазистатические волноводы без ограничения по минимальной частоте переноса. От металлических волноводов кабели с металлическими жилами (проводниками) отличаются меньшей поверхностью, по которой протекают электрические токи, в результате потери в кабелях больше чем волноводах того же внешнего размера. Волоконно-оптические кабели содержат диэлектрические волноводы.
Для линий передачи, используемых в радиоэлектронике, требуется чтобы они минимально излучали электромагнитные волны при минимальных тепловых потерях при передаче. Линии передачи могут быть закрытыми или открытыми.:227
Коаксиальные линии связи могут выполняться как жесткими, так и гибкими — в виде кабелей.
Кабели связи можно разделить на слаботочные и радиочастотные. Радиочастотные кабели малой мощности передают сигнал до 0,5 кВт; средней — от 0,5 до 5 кВт; большой — свыше 5 кВт.
В УКВ диапазоне используются двухпроводные линии, которые состоят из двух круглых параллельных проводников, расстояние между которыми мало по сравнению с длиной передаваемой волны. Двухпроводные линии могут выполняться в виде укрепленных на изоляторах проводов или в виде кабеля, в которых оба проводника помещены в изоляцию. Двухпроводные линии практически не излучают электромагнитные волны, если расстояние между жилами много меньше длины волны. Однако это расстояние должно быть достаточным, чтобы пробивное напряжение было меньше допустимого для передаваемой мощности.:227

## История
Коммерческое производство телеграфных кабелей началось в Англии в 1851 году. Технология производства телеграфных кабелей развилась на базе канатного производства. До создания специализированных кабельных производств кабели изготовлялись в том числе на канатных фабриках. Из техники производства кабеля слабого тока развилось производство силового кабеля. Старейший в Германии кабельный завод Carlswerk был построен в 1874 году:5.
В 1878 году инженер-технолог М. М. Подобедов организовал в России на Васильевском острове Санкт-Петербурга первые кустарные мастерские для выработки проводников с шёлковой и хлопчатобумажной изоляцией, на которых работало несколько человек. Там же им было создано небольшое предприятие «Русское производство изолированных проводников электричества Подобедовых, Лебурде и Ко», преобразованное в 1888 году в завод «Русское производство проводов электричества» М. М. Подобедова. 25 октября 1879 года Вернеру фон Сименсу (фирма «Сименс и Гальске») было выдано свидетельство на производство работ в построенном им заводе по изготовлению изолированной проволоки и телеграфных проводов в Васильевской части Санкт-Петербурга (впоследствии завод «Севкабель»).

## Конструкция
Конструкция состоит из одного или нескольких изолированных друг от друга проводников (жил), или оптических волокон, заключённых в оболочку. Кроме жил и изоляции кабель может содержать экран, сердечник, заполнитель, стальную или проволочную броню, металлическую оболочку, внешнюю оболочку. Каждый конструктивный элемент нужен для работоспособности кабеля в определённых условиях среды.
Существуют также кабели, совмещающие в себе функции передачи и излучения радиосигналов (излучающий кабель), либо преобразования электрической энергии в тепло на большой протяжённости (греющий кабель).
 

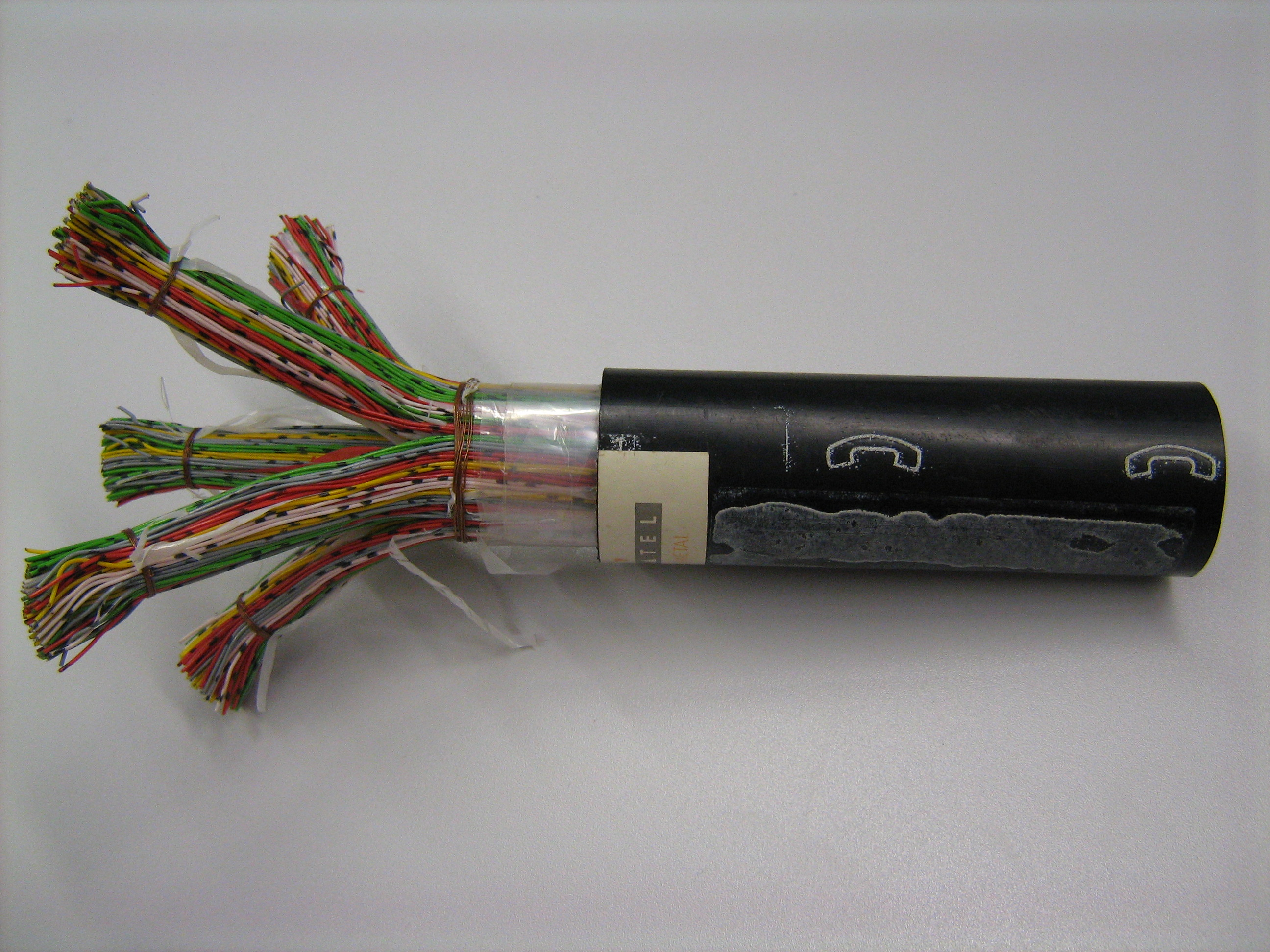
Телефонный кабель пучковой скрутки

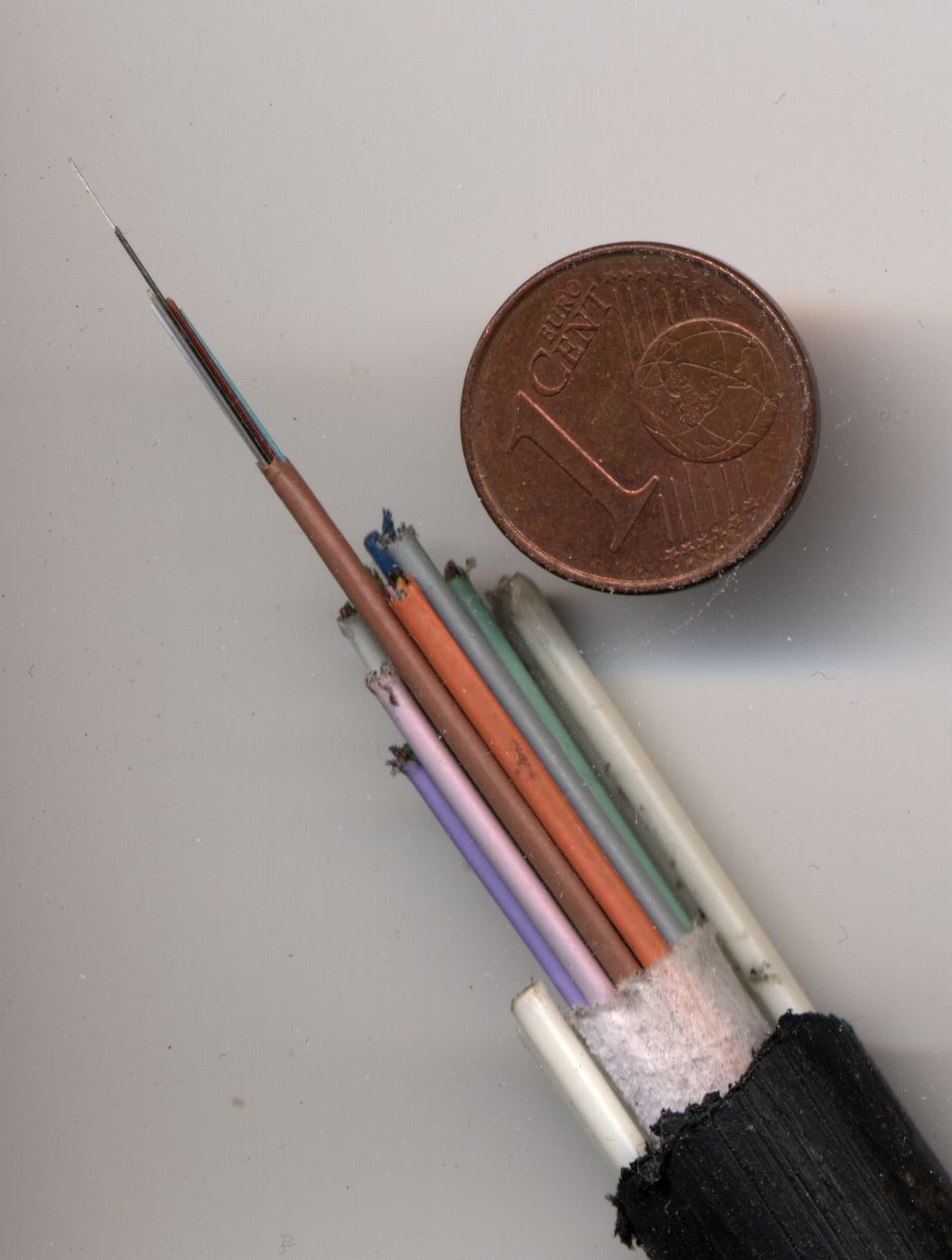
Оптический кабель

Группы однородной кабельной продукции включают кабели:
- кабели силовые для стационарной прокладки на напряжение до 35 кВ включительно;
- кабели силовые для стационарной прокладки на напряжение 110 кВ и выше;
- кабели силовые для нестационарной прокладки;
- кабели связи симметричные;
- кабели связи коаксиальные;
- кабели связи телефонные;
- кабели связи телефонные распределительные;
- кабели радиочастотные;
- кабели управления;
- кабели контрольные;
- кабели оптические;
- кабели греющие (саморегулируемые, самоограничивающиеся, кабели с постоянной мощностью параллельного типа, кабели последовательного типа с полимерной изоляцией, кабели с минеральной изоляцией);
- прочие кабельные изделия (судовые, шланговые и т. д.)[18];
- термоэлектродные кабели и провода — для подключения термопар.

Также кабели разделяют по:
- типу и наличию изоляции;
- типу и наличию экрана;
- по количеству жил;
- по материалу жил;
- по гибкости:
  - для подвижного соединения;
  - для неподвижного соединения.

Стандарт ISO/IEC 11801 детально описывает классификацию кабелей.

## Токопроводящие жилы

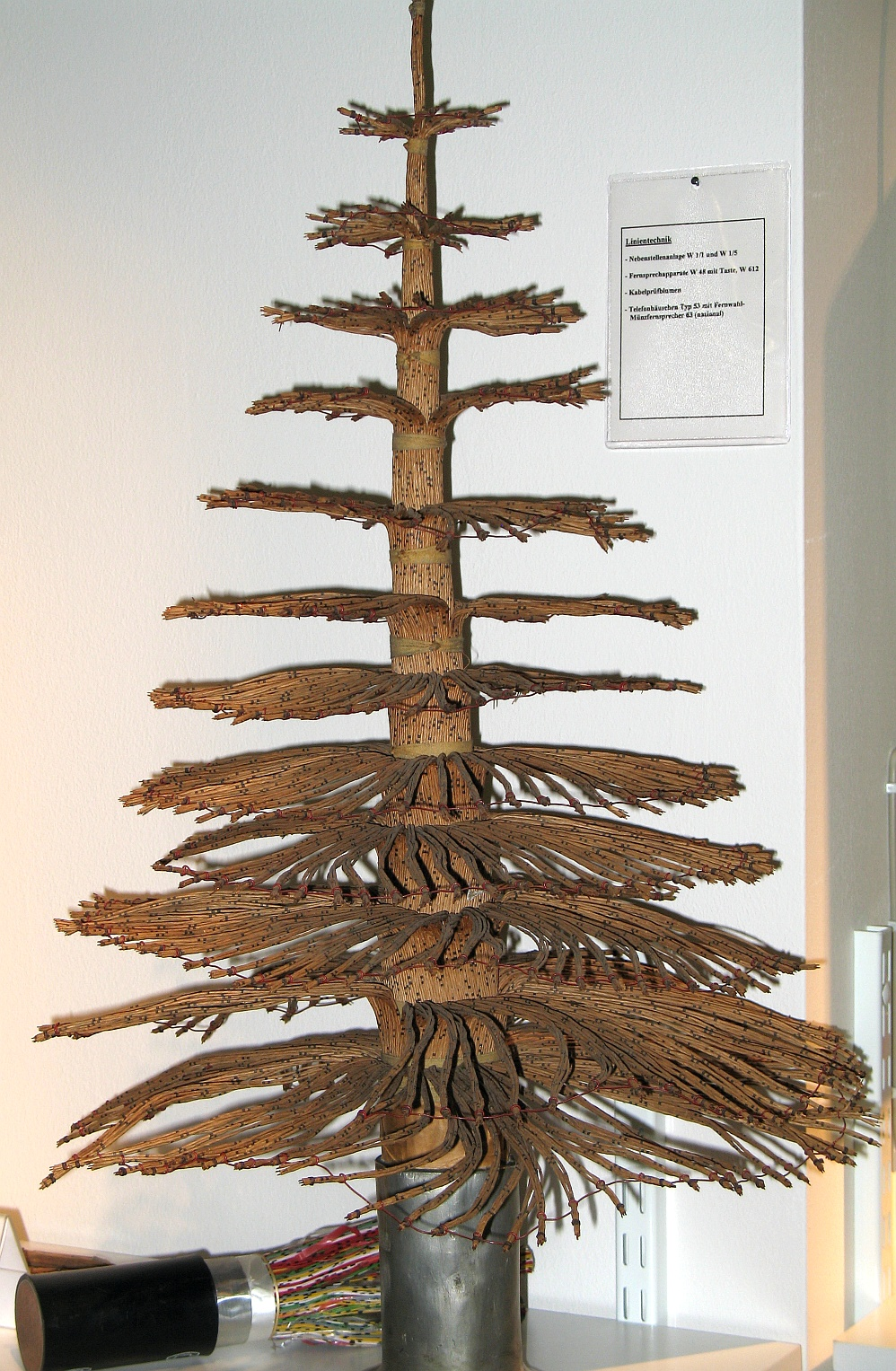
Телефонный кабель повивной скрутки

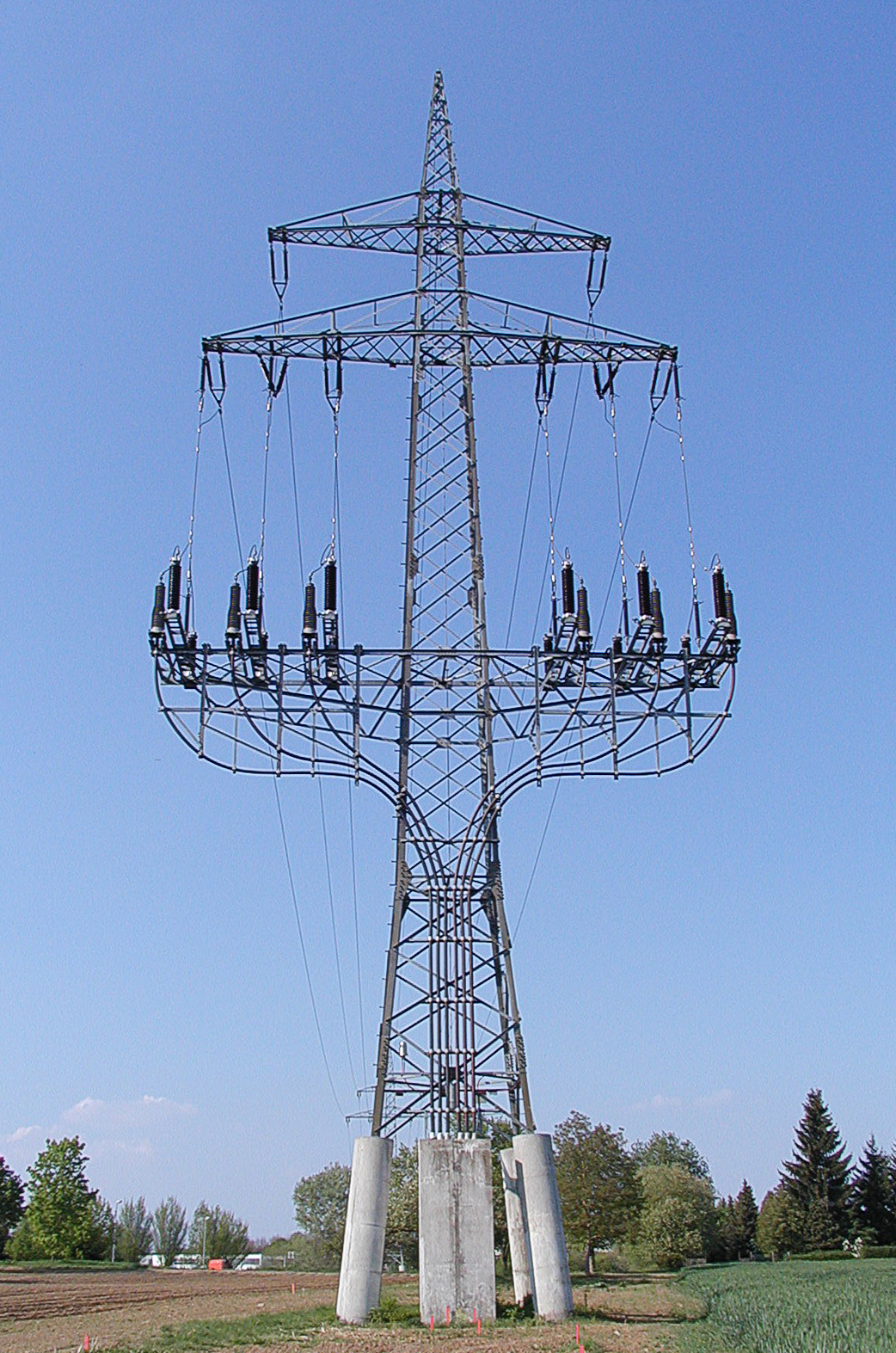
Воздушная линия электропередачи переходит в кабельную

Жилы в кабелях изготавливаются из следующих материалов:
- для передачи электрической энергии и сигналов: медь, алюминий, сталь, серебро, золото, сплавы различных металлов, сверхпроводящие материалы;
- для передачи оптических сигналов: стекло, пластмассы;
- для рассеивания тепла: нихром, константан.

Токопроводящие жилы силовых кабелей нормируют по площади поперечного сечения. Внутренний проводник радиочастотных и коаксиальных кабелей связи, жилы симметричных кабелей связи, жилы кабелей для сигнализации и блокировки нормируются по их диаметру.
В случаях, когда кабели необходимо герметизировать (например, для судовых кабелей), промежутки между проволоками многопроволочных жил заполняют герметизирующим составом.
Диаметр однопроволочных медных жил симметричных высокочастотных, станционных, телефонных (для соединительных и абонентских линий сетей местной телефонной связи) кабелей должен соответствовать ряду: 0,32; 0,4; 0,5; 0,64; 0,7; 0,9; 1,2 мм; для многопроволочных жил — диаметр медных проволок (0,1…0,52) мм, число проволок от 7 до 19.

## Материал оболочки
Оболочка кабеля предназначена для защиты проводников и изоляторов от внешних воздействий, прежде всего от влаги, которая приводит к нарушению изоляции электрических кабелей, а также помутнению оптических волокон.
Оболочка кабеля может состоять из одного и более герметизирующих и армирующих слоёв, в качестве этих слоёв могут применяться различные материалы: ткань, пластмассы, металл, резина и проч. Кабели для передачи электрических сигналов могут быть снабжены экраном из металлической сетки, листового металла (фольги) или полимерной плёнки с тонким металлическим покрытием.

### Поливинилхлоридные (ПВХ) пластикаты
Поливинилхлоридные пластикаты, применяемые в кабельных изделиях, делятся на три основные группы:
- изоляционные — имеют высокие электрические характеристики;
- шланговые — применяемые для защиты элементов кабельных изделий;
- полупроводящие — используемые для изготовления экранов[23].

Твёрдый поливинилхлорид имеет высокое содержание хлора (около 57 %) и воспламеняется с трудом. Один килограмм твёрдого поливинилхлорида выделяет 350 литров газообразного хлороводорода, который при растворении может дать более 2 литров концентрированной (25 %) соляной кислоты.
Для изоляции кабелей применяется мягкий поливинилхлорид или кабельный пластикат. Этот материал содержит 50 % различных добавлений (пластификаторов и др.), которые сильно изменяют горючие свойства полимера. Пластификаторы начинают улетучиваться уже при температуре 200 °C и загораются. Содержание хлора уменьшается примерно до 35 %, и его не хватает, чтобы препятствовать распространению огня. Однако при сильном выделении хлороводорода твёрдый поливинилхлорид, удалённый от очага, не загорается, и пожар гаснет.
Благодаря перепаду температур, тяге, создаваемой в кабельных шахтах, газы, содержащие хлороводород, уносятся от очага пожара, проникают в щитовые и аппаратные помещения и оседают на оборудовании.
В начале 1980-х годов требования к пожарной безопасности кабелей сводились в основном к нераспространению горения по длине кабельных изделий, проложенных одиночно или в пучках. Для этого применяли оболочки кабельных изделий, изготовленных из пластикатов марок О-40, ГОСТ 5960—72 (кабели ВВГ, АВВГ); при испытании пластиката образец длиной 130 мм, шириной 10 мм и толщиной 2 мм вносится в пламя газовой или спиртовой горелки с выдерживанием его в пламени под углом 45° до воспламенения, после этого образец достаётся из пламени и должен потухнуть за время не более 30 секунд, и НГП 30-32 (НГП 40-32) (ТУ 1328-86).
ГОСТ 5960—72 был разработан и введён в действие с 1 января 1974 года, имеет 9 изменений. С 1991 года работы по внесению в него технических изменений были прекращены. Дальнейшие разработки и модификации существующих марок ПВХ пластикатов оформлялись в виде технических условий. С 1 июля 2010 года отменяется действие на территории РФ стандартов ГОСТ 6323—79 и ГОСТ 16442—80 и вводятся в действие ГОСТ Р 53768—2010 и ГОСТ Р 53769—2010. С 1 января 2014 года отменяется действие на территории РФ стандартов ГОСТ Р 53768—2010 и ГОСТ Р 53769—2010 и вводятся в действие ГОСТ 31947—2012 и ГОСТ 31996—2012.

### Пропитанная бумажная изоляция
Кабельная бумага по ГОСТ 23436—83 для изоляции силовых кабелей на напряжение до 35 кВ марок К и КМП изготавливается из небеленой сульфатной целлюлозы, марки КМ — из небелёной сульфатной целлюлозы для многослойной кабельной бумаги. Кабельная бумага по ГОСТ 645—89 для изоляции кабелей на напряжение от 110 до 500 кВ изготавливается из специальной сульфатной небелёной целлюлозы, бумага марок КВМ (многослойная) и КВМС (многослойная стабилизированная) выпускается машинной гладкости, а бумага марки КВМСУ (многослойная стабилизированная уплотнённая) — каландрированной.

### Полиэтиленовая изоляция
Современные кабели производятся с изоляцией из сшитого полиэтилена и используются в сетях различного класса напряжения (до 500 кВ). Применение сшитого полиэтилена обеспечивает высокие диэлектрические свойства изоляции, высокие механические свойства, более высокие по сравнению с бумажно-масляной изоляцией термические режимы, надёжность и долговечность кабелей. Применяются термоусаживаемые кабельные муфты для эффективного соединения.
Распространение пожара в Останкинской телебашне в направлении сверху вниз было обусловлено стекающим расплавом полиэтиленовой оболочки фидеров. В лабораторных условиях скорость распространения пламени составляла 0,25—0,50 м/мин; при пожаре на телебашне из-за высокой объёмной температуры скорость распространения выросла в 2—4 раза, при этом падающие вниз горевшие капли полиэтилена создавали вторичные очаги пожара.
Из-за высокой температуры в очаге пожара и высокой теплопроводности жил меди огнезащита антенных фидеров оказалась неэффективна. В качестве огнезащиты использовалась краска для полиэтиленовой оболочки фидеров и изоляция поверхности стекловолоконной тканью. Огнезащитная конструкция обвисала и опадала при интенсивном горении полиэтилена изнутри. Кроме активного горения фидеров, имевших горючие внешние полиэтиленовые оболочки, вклад внесло также горение других кабелей, которые не были защищены огнезащитными составами.

### Маслонаполненный кабель
Маслонаполненный кабель — это кабель с избыточным давлением, создаваемым маслом, входящим в состав бумажной пропитанной изоляции, и предусмотренной компенсацией температурных изменений объёма масла.
Маслонаполненный кабель в трубопроводе — это маслонаполненный кабель с отдельно экранированными жилами, заключёнными в трубопровод, служащий оболочкой.
Развитие пожаров в кабельных помещениях с кабелями в маслонаполненных трубах при равных условиях газообмена происходит более интенсивно, чем по кабелям воздушной прокладки. Вызвано это тем, что масло в трубах находится при температуре 35—40 °C под избыточным давлением и при разгерметизации трубы растекается, увеличивая площадь горения.
В России выпускались кабели на напряжение 110—500 кВ с необходимой арматурой. С 2005 года сняты с производства, и в настоящее время существующие линии заменяются высоковольтными кабелями с изоляцией из сшитого полиэтилена.

## Пожарная безопасность кабелей

### Опасность коротких замыканий
Физическая модель загорания в металлическом коробе с крышкой:
- происходит короткое замыкание в одном из кабелей, выделяется значительное количества тепла, кабель нагревается до температуры 900—1000 °C и загорается;
- прогреваются близлежащие кабели до температур пиролиза 280—900 °C, это приводит к выделению теплоты и вовлечения в процесс горения близлежащих кабелей по мере их прогрева;
- выделяющиеся при пиролизе газы разогревают верхнюю крышку короба, и она под действием термических напряжений деформируется и смещается, давая доступ кислороду[42].

### Распространение горения кабельными линиями и электропроводками
Многие кабели распространяли горение при групповой или одиночной прокладке, имея оболочки из обычного ПВХ-пластиката (АВВГ, ВВГ, КВВГ и т. п.) или даже из полиэтилена (ТПП). Кабели ВВГ и НРГ при их количестве в пучке пять или более в большинстве случаев распространяют горение при вертикальном расположении.
Низшая теплота сгорания изоляции кабелей, распространяющих горение, составляет от 16,9 до 19,2 МДж/кг, а для НГ и огнестойких от 22,5 до 25,2 и 32 МДж/кг, соответственно.
Эксплуатация на электростанциях и других энерговооружённых предприятиях кабелей, которые удовлетворяют только требованиям по нераспространению горения для одиночного кабеля, была сопряжена со значительным числом пожаров, приводящих к большому ущербу. В 1984—1986 годах во ВНИИ кабельной промышленности были разработаны кабельные изделия массового применения, которые не распространяют горение при групповой прокладке. Первоначально такие кабели и провода применялись на атомных электростанциях, однако затем эти кабельные изделия были использованы и в других областях промышленности. В обозначения марок кабелей такого типа введён индекс «нг». Согласно статистике, с 1990 по 2008 год на АЭС горения кабелей типа «нг» не происходило.

### Выделение токсичных веществ при горении
В химическом составе оболочек кабелей с маркировкой «нг» присутствуют элементы галогенового ряда. Кабель имеет повышенную устойчивость к распространению горения и возгоранию от коротких замыканий. Однако горение его в условиях пожара, когда он сам подвергается воздействию пламени, может привести к повышению уровня токсичности продуктов горения. Поэтому их применение в метрополитенах Западной Европы было запрещено в конце 1970-х годов.
Для решения проблем, связанных с выделением {\displaystyle {\ce {HCl}}} и задымлением, был создан класс кабельных материалов, не содержащих галогены, то есть не выделяющих коррозионно-активных газов и имеющих существенно более низкий уровень выделения дыма — так называемых композиций. Безгалогенные кабельные композиции разрабатываются из необходимости увеличения их кислородного индекса до величин порядка 35…40. Это достигается за счет введения в исходный полимер антипиренов-гидроокисей. В промышленных масштабах используются гидроокиси алюминия Al(OH)3 и магния Mg(OH)2 синтетического и природного происхождения. Механизм антипиренного действия гидроокисей заключается в поглощении большого количества тепла за счет выделения воды при повышении температуры. Базовыми полимерами для промышленных безгалогенных композиций являются, в основном, сополимеры этилена: этиленвинилацетат (EVA), этилен-акрилатные полимеры (EMA, EEA, EBA), металлоценовые этилен-октен сополимеры (mULDPE) и этилен-пропиленовые сополимеры (EPR/EPDM).

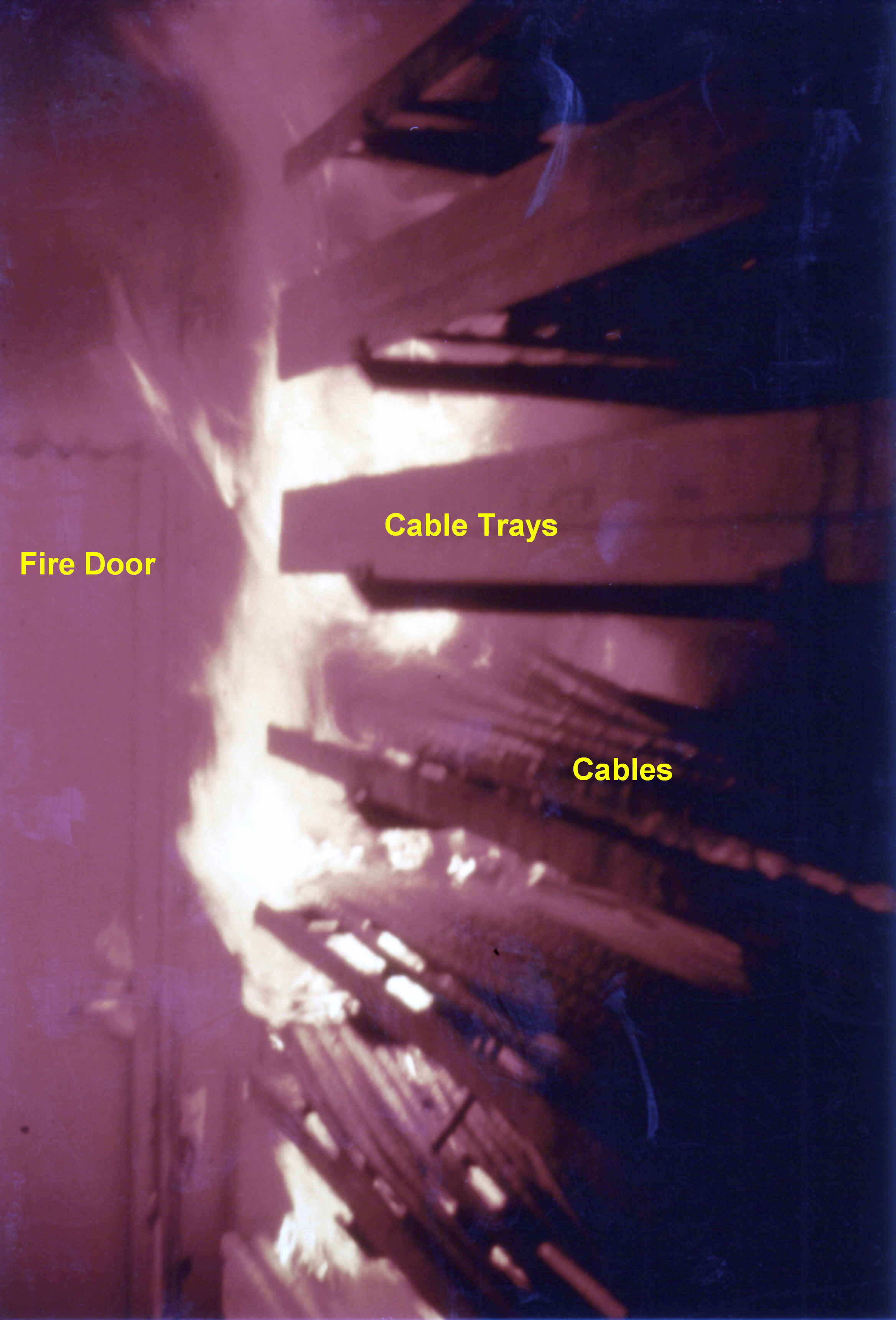
Испытания огнепреграждающих конструкций в кабельном канале

## Устойчивость к нагреву
Нагревостойкость диэлектрика — способность диэлектрика выдерживать воздействие повышенной температуры в течение времени, сравнимого со сроком нормальной эксплуатации, без недопустимого ухудшения его свойств. Синонимами являются термины: температуростойкость, термостойкость, термическая устойчивость, термостабильность.
Огнестойкость — параметр, характеризующий работоспособность кабельного изделия, то есть способность кабельного изделия продолжать выполнять заданные функции при воздействии и после воздействия источником пламени в течение заданного периода времени.